# Islote del Sparviero
El islote del Sparviero (en italiano: Isolotto dello Sparviero; literalmente: islote del Halcón) es una pequeña isla en el mar Tirreno, frente a la costa de Punta Ala, en la región italiana de Toscana, respecto de la cual se encuentra al suroeste. Está dentro de los límites administrativos de la comuna de Castiglione della Pescaia. Entre los locales con frecuencia se le llama Islote de Troya (Isolotto della Troia) a causa de las rocas pequeñas alineadas en un lado.
La isla es en su mayoría rocosa, es conocida desde la Baja Edad Media, la presencia de una torre, la Torre de Appiani (Torre degli Appiani), que fue uno de los puestos de avanzada del sur del Principado de Piombino (Principato di Piombino).
Deshabitada y carente de otras estructuras arquitectónicas, la isla se caracteriza por la presencia de gaviotas que anidan allí, además de ser un lugar popular para la práctica del buceo.